# Lijst van burgemeesters van Binnenmaas
Dit is een lijst van burgemeesters van de voormalige Nederlandse gemeente Binnenmaas in de provincie Zuid-Holland sinds haar stichting op 1 januari 1984 en haar nieuwe stichting (samenvoeging met de voormalige gemeente 's-Gravendeel) per 1 januari 2007 tot de opheffing van de gemeente op 1 januari 2019 in verband met een fusie die leidde tot de instelling van de gemeente Hoeksche Waard.
| Ambtsperiode | Naam burgemeester                | Partij of stroming | Bijzonderheden |
| ------------ | -------------------------------- | ------------------ | -------------- |
| 1984 - 1990  | Marten (M.G.M.) van Marwijk Kooy | CDA                |                |
| 1990 - 2005  | Kees (C.) Oversier               | CDA                |                |
| 2005 - 2007  | John (J.) de Prieëlle            | CDA                | waarnemend     |
| 2007         | Alle (A.J.) Pijlman              | PvdA               | waarnemend     |
| 2007 - 2018  | André (A.J.) Borgdorff           | CDA                |                |